# Arpelistock
Der Arpelistock ist ein 3036 m hoher Berggipfel im Wildhornmassiv in den westlichen Berner Alpen. Er stellt einen westlichen Vorgipfel des Geltenhorns (3062 m) dar.